# Gerichtsbezirk Wildstein
Der Gerichtsbezirk Wildstein (tschechisch: soudní okres Vildštejn) war ein dem Bezirksgericht Wildstein unterstehender Gerichtsbezirk im Kronland Böhmen. Er umfasste Gebiete im Westen Böhmens im Okres Domažlice. Zentrum des Gerichtsbezirks war die Stadt Wildstein (Vildštejn). Das Gebiet gehörte seit 1918 zur neu gegründeten Tschechoslowakei und ist seit 1991 Teil der Tschechischen Republik.

## Geschichte
Die ursprüngliche Patrimonialgerichtsbarkeit wurde im Kaisertum Österreich nach den Revolutionsjahren 1848/49 aufgehoben. An ihre Stelle traten die Bezirks-, Landes- und Oberlandesgerichte, die nach den Grundzügen des Justizministers geplant und deren Schaffung am 6. Juli 1849 von Kaiser Franz Joseph I. genehmigt wurde. Der Gerichtsbezirk Wildstein gehörte zunächst zum Kreis Eger und umfasste 1854 44 Katastralgemeinden. Der Gerichtsbezirk Wildstein bildete im Zuge der Trennung der politischen von der judikativen Verwaltung ab 1868 gemeinsam mit dem Gerichtsbezirk Eger (Cheb) den Bezirk Eger.
Im Gerichtsbezirk Wildstein lebten 1869 18.849 Menschen, 1900 waren es 20.602 Personen.
Der Gerichtsbezirk Wildstein wies 1910 eine Bevölkerung von 22.923 Personen auf, von denen 22.324 Deutsch und lediglich 12 Tschechisch als Umgangssprache angaben. Im Gerichtsbezirk lebten zudem 587 Anderssprachige oder Staatsfremde.
Durch die Grenzbestimmungen des am 10. September 1919 abgeschlossenen Vertrages von Saint-Germain kam der Gerichtsbezirk Wildstein zur neugegründeten Tschechoslowakei, wobei die Gerichtseinteilung bis 1938 im Wesentlichen bestehen blieb. Nach dem Münchner Abkommen wurde das Gebiet dem Landkreis Eger bzw. dem Sudetenland zugeschlagen.
Nach dem Zweiten Weltkrieg wurde das Gebiet Teil des Okres Cheb, zu dem es bis heute gehört. Nachdem die Bezirksbehörden im Zuge einer Verwaltungsreform 2003 ihre Verwaltungskompetenzen verloren, werden diese von den Gemeinden bzw. dem Karlovarský kraj wahrgenommen, zudem das Gebiet um Vildštejn/Poběžovice seit Beginn des 21. Jahrhunderts mit anderen Bezirken zusammengefasst wurde.

## Gerichtssprengel
Der Gerichtssprengel umfasste 1910 die 27 Gemeinden Absroth (Opatov), Altenteich (Starý Rybnik), Berg (Horka), Dürngrün (Výspa), Fassattengrün (Božetín), Fleißen (Plesná), Frauenreuth (Kopanina), Großfloh (Velký Luh), Höflas (Dvorek), Hörsin (Hrzín), Klinghart (Křižovatka), Mühlessen (Milhostov), Neudorf (Nová Ve), Neukirchen (Nový Kostel), Oberschönbach (Horní Luby), Rohr (Nový Drahov), Schnecken (Šneky), Schönbach (Luby), Schossenreuth (Částkov), Sirmitz (Zirovice), Steingrub (Lomnička), Unterschönbach (Dolní Luby), Voitersreuth (Vojtanov), Watzgenreuth (Vackovec), Wildstein (Vildštejn) und Zweifelsreuth (Čižebná).